# Kaluza-klein-theorie
In de natuurkunde is de kaluza-klein-theorie een model dat de twee fundamentele natuurkrachten van de zwaartekracht en het elektromagnetisme probeert te verenigen. De theorie dateert uit 1921 en werd voor het eerst voorgesteld door de wiskundige Theodor Kaluza, die de algemene relativiteitstheorie uitbreidde naar een vijf-dimensionale ruimte-tijd. De resulterende vergelijkingen kunnen worden gescheiden in drie deelverzamelingen van vergelijkingen, een eerste die gelijkwaardig is aan de einstein-veldvergelijkingen, een andere verzameling die gelijkwaardig is aan de wetten van Maxwell voor het elektromagnetisch veld en ten slotte een extra scalair veld dat nu bekendstaat onder de naam "radion".

## Overzicht
Een splitsing van de vijf-dimensionale ruimte-tijd in de einstein-vergelijkingen en de wetten van Maxwell in vier dimensies werd als eerste in 1914 door Gunnar Nordström ontdekt, in de context van de Nordström zwaartekrachttheorie, maar zijn theorie sloeg niet aan en werd al snel vergeten. In 1926 stelde Oskar Klein voor dat de vijfde ruimtelijke dimensie was opgerold in een cirkel met een extreem kleine straal, zodat een deeltje dat een korte afstand langs de as aflegt terugkeert naar waar het begon. De afstand die een deeltje kan afleggen voordat dit deeltje weer in haar oorspronkelijke uitgangspunt terugkeert noemt men de omvang van de dimensie. Deze extra dimensie is een compacte verzameling en aan het fenomeen van een ruimte-tijd met compacte dimensies wordt gerefereerd als compactificatie.
In de moderne meetkunde wordt de extra vijfde dimensie opgevat als de cirkelgroep U(1), aangezien elektromagnetisme in essentie kan worden geformuleerd als een ijktheorie op een vezelbundel, de cirkelbundel met ijkgroep U(1). Zodra deze meetkundige interpretatie wordt begrepen, is het relatief eenvoudig om U(1) te vervangen door een algemene lie-groep. Dergelijke generalisaties worden vaak Yang-Mills-theorieën genoemd. Als een onderscheid wordt gemaakt, dan is het dat Yang-Mills theorieën zich voordoen in een vlakke ruimte-tijd, terwijl Kaluza-Klein het meer algemene geval van een gekromde ruimte-tijd behandelt. De basisruimte van de Kaluza-Klein-theorie hoeft niet speciaal een vier-dimensionale ruimte-tijd te zijn, maar kan elke (pseudo)riemann-variëteit zijn, of zelfs een supersymmetrische variëteit of orbifold, of een niet-commutatieve ruimte.
Als een benadering van de unificatie van de natuurkrachten is het eenvoudig om de kaluza-klein-theorie toe te passen in een poging om de zwaartekracht met de sterke en de elektrozwakke krachten te verenigen door gebruik te maken van de symmetriegroep van het standaard model, SU(3) × SU(2) × U(1). Pogingen om deze interessante meetkundige constructie in een bonafide-model van de werkelijkheid om te zetten lopen echter stuk op een aantal kwesties, met inbegrip van het feit dat fermionen (in niet-supersymmetrische modellen) op een kunstmatige manier moeten worden geïntroduceerd. Toch blijft de kaluza-klein-theorie een belangrijke toetssteen in de theoretische natuurkunde en wordt zij vaak ingebed in moderne, meer geavanceerde theorieën. In de K-theorie wordt de kaluza-klein-theorie als een object van meetkundig belang op haar eigen merites bestudeerd